# Nico Paz
Nicolás Paz Martínez (Santa Cruz de Tenerife, 8 de septiembre de 2004),conocido deportivamente como Nico Paz, es un futbolista argentino-español que juega como centrocampista y su equipo actual es el Como 1907 de la Serie A de Italia. Es internacional con la selección de fútbol de Argentina desde el 15 de octubre de 2024.

## Trayectoria

### Comienzos
Sus inicios como jugador fue en el Atlético San Juan, club del barrio de María Jiménez, situado en el municipio de Santa Cruz de Tenerife, su ciudad natal. Posteriormente pasó al C.D. Tenerife y de ahí fue fichado por la base del Real Madrid Club de Fútbol. Ha pasado por todas las categorías del Real Madrid desde Infantil "B" hasta el Castilla.

### Real Madrid
Debutó, en partido oficial, con Raúl González Blanco como entrenador, en el Castilla el 8 de enero de 2022 en la victoria de los madridistas por 3-1 sobre el Fútbol Club Andorra. Ingresó al terreno de juego en el minuto 82' sustituyendo a Iván Morante. Al ser considerado un jugador prometedor por parte del club blanco, fue convocado para la gira de pretemporada estadounidense de la temporada 2023-24 con el primer equipo. Allí contó con sus primeros minutos en varios encuentros amistosos.
El 8 de noviembre de 2023 debutó en partido oficial con el Real Madrid sustituyendo a Federico Valverde en el minuto 77' en la 4.ª jornada de la fase de grupos de la Liga de Campeones de la UEFA contra el Sporting de Braga. El partido se disputó en el Estadio Santiago Bernabéu y acabó en victoria blanca por 3-0. Tres días después, el jugador hispano-argentino debutó en La Liga en la victoria del Real Madrid por 5-1 contra el Valencia C. F.
El 29 de noviembre juega su segundo partido en la Liga de Campeones de la UEFA entrando en el minuto 65' en sustitución de Brahim Díaz donde logró sumar más minutos y anotar su primer gol profesional con un disparo desde fuera del área para darle el 3-2 al conjunto madrileño sobre el Napoli SC,el gol lo posicionaría como el segundo argentino más joven después de Lionel Messi en marcar un gol en el torneo continental, superando a Alejandro Garnacho, quien habría conseguido esa marca solo un par de horas antes.

### Como 1907
El 21 de agosto de 2024, fichó por el Como 1907 de la Serie A de Italia, a cambio de 6 millones de euros, guardándose el Real Madrid la opción de recompra y un 50% de los derechos de una futura venta.
El 24 de septiembre, por la fecha 5 de la Serie A, en el partido contra el Atalanta, un disparo de Nico se convirtió en un gol en contra por parte del jugador Sead Kolašinac, rompiendo el empate 1-1. Unos minutos después, Nico asistió a Alieu Fadera para el tercer gol del equipo. El partido terminó con una victoria del Como por 3-2, lo que le valió a Nico para aparecer en el equipo ideal de la jornada 5 de la liga.
Anotó su primer gol el 19 de octubre en el empate ante el Parma, Nico finalizo la temporada afianzándose como titular, marcando un total de 6 goles y 9 asistencias, fue elegido como Mejor Jugador Sub-23 de la Liga Italiana al finalizar la temporada.

## Selección nacional

### Sub-20
En mayo de 2022 fue citado con la selección de fútbol sub-20 de Argentina por Javier Mascherano para el Torneo Maurice Revello. Debutó en el torneo francés el día 29 de mayo como titular en la victoria 1-0 de los sudamericanos ante Arabia Saudita. Disputó el Torneo de la Alcudia de 2022 donde fue campeón.
El 18 de abril de 2023 fue incluido en la pre-lista de Argentina para disputar el Copa Mundial de Fútbol Sub-20 2023 que se realizó en el mismo país, pero no fue cedido por el Real Madrid, perdiéndose la competición.

### Absoluta
Fue incluido por Lionel Scaloni en la convocatoria de la selección de fútbol de Argentina para los partidos de octubre de 2024 pertenecientes a las Eliminatorias para la Copa Mundial de Fútbol de 2026 contra Venezuela y Bolivia, Nico haría su debut contra este último, entrando por Julián Álvarez en el minuto 72', a los trece minutos de su ingreso dio su primera asistencia, siendo ésta a Lionel Messi quien anotaría el 6-0 definitivo del partido.

## Vida personal
Es hijo del exjugador argentino Pablo Paz, quien también fue internacional con la Selección Argentina durante la Copa Mundial de Futbol de 1998.

## Estadísticas

### Clubes
Actualizado al último partido disputado el 23 de mayo de 2025.
| Club                                | Div.          | Temporada     | Liga  | Liga  | Liga   | Copas nacionales | Copas nacionales | Copas nacionales | Copas internacionales | Copas internacionales | Copas internacionales | Total | Total | Total  |
| Club                                | Div.          | Temporada     | Part. | Goles | Asist. | Part.            | Goles            | Asist.           | Part.                 | Goles                 | Asist.                | Part. | Goles | Asist. |
| ----------------------------------- | ------------- | ------------- | ----- | ----- | ------ | ---------------- | ---------------- | ---------------- | --------------------- | --------------------- | --------------------- | ----- | ----- | ------ |
| Real Madrid Castilla C. F. · España | 1.ª F         | 2021-22       | 7     | 0     | 0      | ―                | ―                | ―                | ―                     | ―                     | ―                     | 7     | 0     | 0      |
| Real Madrid Castilla C. F. · España | 1.ª F         | 2022-23       | 18    | 2     | 4      | ―                | ―                | ―                | ―                     | ―                     | ―                     | 18    | 2     | 4      |
| Real Madrid Castilla C. F. · España | 1.ª F         | 2023-24       | 29    | 10    | 4      | ―                | ―                | ―                | ―                     | ―                     | ―                     | 29    | 10    | 4      |
| Real Madrid Castilla C. F. · España | Total club    | Total club    | 54    | 12    | 8      | 0                | 0                | 0                | 0                     | 0                     | 0                     | 54    | 12    | 8      |
| Real Madrid C. F. · España          | 1.ª           | 2023-24       | 4     | 1     | 0      | 0                | 0                | 0                | 3                     | 1                     | 0                     | 7     | 2     | 0      |
| Real Madrid C. F. · España          | Total club    | Total club    | 4     | 1     | 0      | 1                | 0                | 0                | 3                     | 1                     | 0                     | 8     | 1     | 0      |
| Como 1907 · Italia                  | 1.ª           | 2024-25       | 35    | 6     | 9      | 0                | 0                | 0                | —                     | —                     | —                     | 35    | 6     | 9      |
| Como 1907 · Italia                  | Total club    | Total club    | 26    | 6     | 5      | 0                | 0                | 0                | 0                     | 0                     | 0                     | 35    | 6     | 9      |
| Total carrera                       | Total carrera | Total carrera | 84    | 19    | 13     | 1                | 0                | 0                | 3                     | 1                     | 0                     | 96    | 20    | 17     |

## Palmarés

### Campeonatos nacionales
| Título                     | Equipo               | Año  |
| -------------------------- | -------------------- | ---- |
| Copa del Rey Juvenil       | Real Madrid Castilla | 2022 |
| Copa del Rey Juvenil       | Real Madrid Castilla | 2023 |
| Copa de Campeones          | Real Madrid Castilla | 2023 |
| Supercopa de España        | Real Madrid C. F.    | 2024 |
| Primera División de España | Real Madrid C. F.    | 2024 |

### Títulos internacionales
| Título                       | Club              | Sede    | Año  |
| ---------------------------- | ----------------- | ------- | ---- |
| Liga de Campeones de la UEFA | Real Madrid C. F. | Londres | 2024 |

### Distinciones individuales
| Distinción                                  | Año  |
| ------------------------------------------- | ---- |
| Dos veces Jugador del Partido en la Serie A | 2025 |
| Mejor Jugador Sub-23 de la Serie A          | 2025 |